# Годинники Іразу
«Годинники Іразу» (англ. The Clocks of Iraz) — роман жанру героїчного фентезі Лайона Спрег де Кемпа, вперше опубліковане 1971 року видавництвом Pyramid Books. Друга книга «Новарійської серії», друга книга трилогії «Мимовільний король».

## Зміст
У цьому сиквелі «Вежі гоблінів» колишній король Ксілара Джоріан і доктор Карадур відновлюють свій союз, останній пропонує допомогти першому повернути його улюблену дружину Естрільдіс в обмін на нову послугу. Джоріану доручають відремонтувати годинники у вежі Кумашар, великому маяку Іразу, столиці імперії Пенембей на південь від Новарії. Годинники були виготовлені та встановлені батьком Джоріана, відомим годинникарем.
Ускладнення виникають від двох конкуруючих пророцтв щодо долі міста, жорстокої політики Іраза та ксенофобських рухів (явно базованих на фракціях Візантійської імперії), а також ідеальному штормі ворогів, що наближаються до міста, включаючи піратів Алгарта, війська найманців з Новарії, пустельної орди Федіруна та революційної селянської армії.
Ще однією проблемою є сам імператор Ішбахар, який, схоже, вважає, що Джоріан міг би стати хорошим помічником, а потім і спадкоємцем, щоб звалити на нього весь безлад. Джоріану навряд чи потрібно почути нове пророцтво щодо нього самого — «остерігайтеся другої корони», щоб діяти обережно. Знадобиться як удача, хитрість, а також він знову використає знання годинникарства, щоб вибратися живим, не кажучи вже про те, щоб врятувати місто та скористатись шансом повернути Естрільдіс за допомогою літаючої ванни Карадура.
Заворушення, які домінують в останніх розділах книги, очевидно, змодельовані заворушеннями Ніки, головною подією правління візантійського імператора Юстиніана.